# 凯巴特
凯巴特是巴西南大河州的一个市镇。总面积258.94平方公里，总人口5080人，人口密度19.6人/平方公里。